# Sungai Betung Mudik
Sungai Betung Mudik is een bestuurslaag in het regentschap Kerinci van de provincie Jambi, Indonesië. Sungai Betung Mudik telt 1098 inwoners (volkstelling 2010).